# Mike Bright
Mike Bright (Grants Pass, Oregon, 1937. november 3. – Encinitas, Kalifornia, 2017. szeptember 22.) pánamerikai ezüstérmes amerikai röplabdázó.

## Pályafutása
Az 1963-as pánamerikai játékokon ezüstérmes szerzett az amerikai válogatottal. Tagja volt az 1964-es tokiói és az 1968-as mexikóvárosi olimpián részt vevő csapatnak.

## Sikerei, díjai
- Pánamerikai játékok
  - ezüstérmes: 1963, São Paulo